# Astrogymnotes
Genre
Synonymes
- Ophiovesta Koehler, 1930

Astrogymnotes est un genre d'ophiures de la famille des Hemieuryalidae.

## Liste des genres
Selon World Register of Marine Species (22 mars 2018) :
- Astrogymnotes catasticta H.L. Clark, 1914
- Astrogymnotes hamishia Baker, Clark & McKnight, 2001
- Astrogymnotes irimurai Baker, Clark & McKnight, 2001
- Astrogymnotes oharai Stöhr, 2011
- Astrogymnotes thomasinae Baker, Clark & McKnight, 2001

Astrogymnotes catasticta
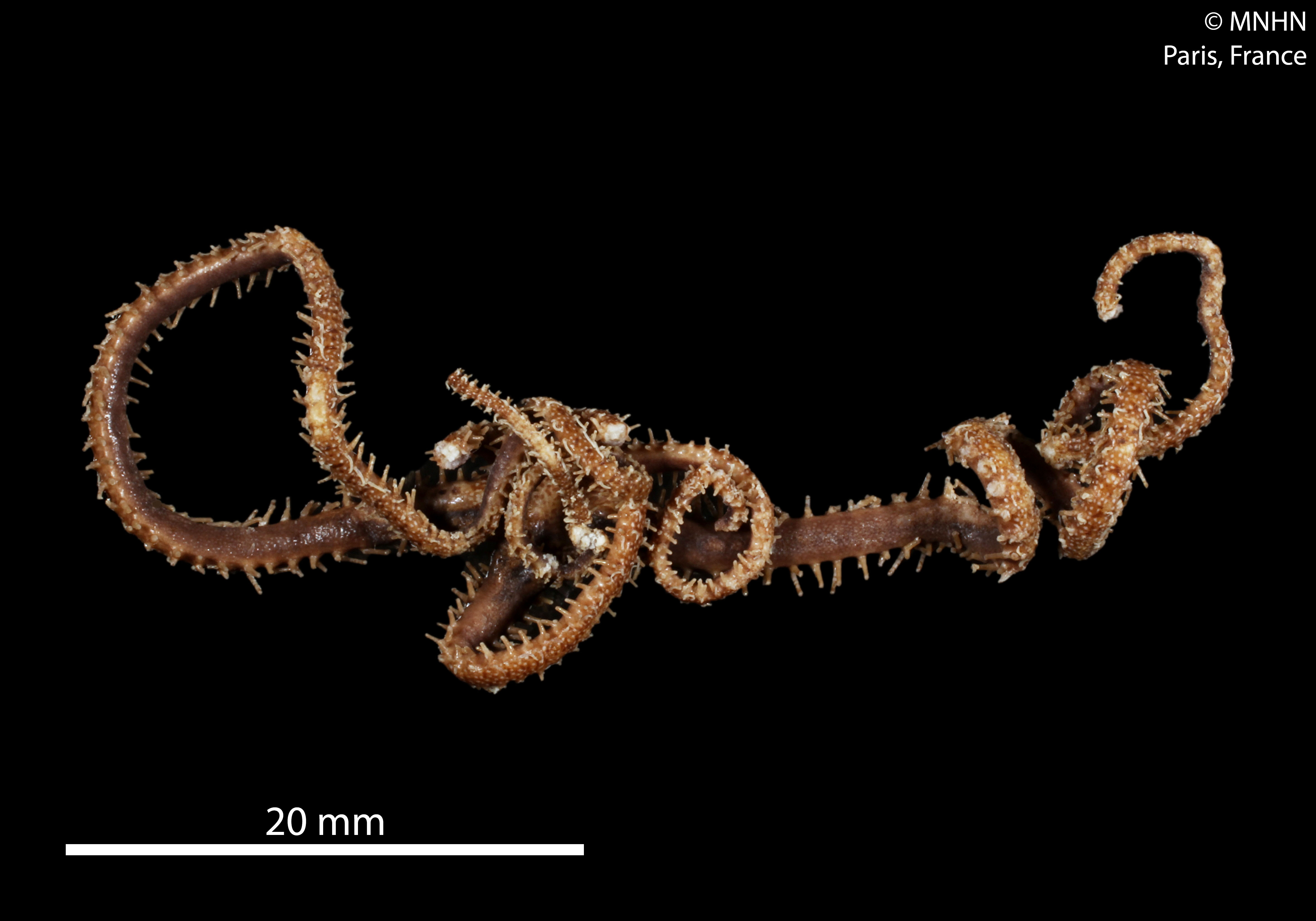
Astrogymnotes oharai